# Carabus fabricii
Carabus fabricii es una especie de insecto adéfago del género Carabus, familia Carabidae. Fue descrita científicamente por Panzer en 1810.
Habita en Albania, Austria, Chequia, Alemania, Italia, Rumania, Eslovaquia, Suiza y Ucrania.